# Гуска китайська

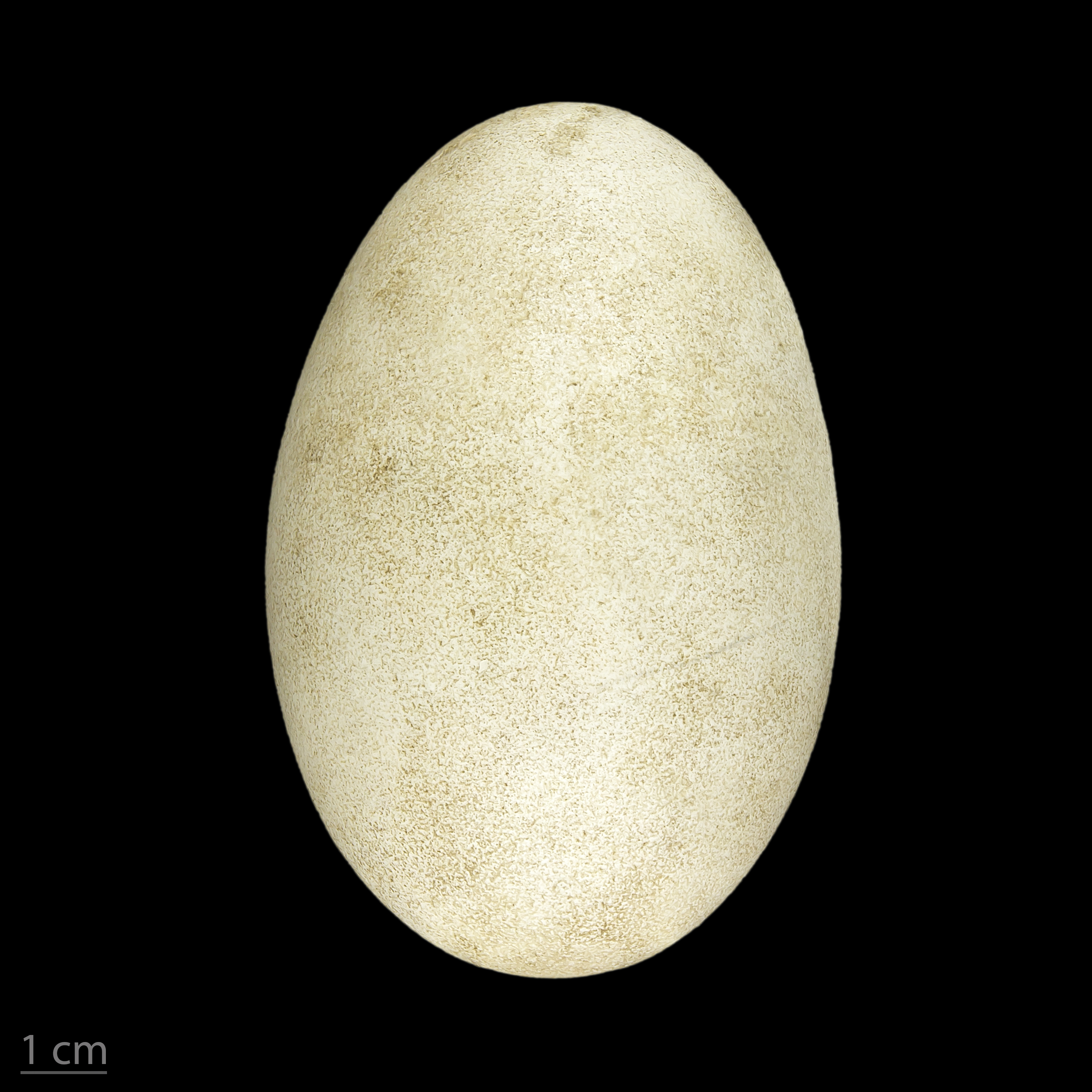
яйце Anser cygnoides — Тулузький музей

Гуска китайська (Anser cygnoides) — вид гусеподібних птахів.

## Поширення
Гуска китайська мешкає в південних частинах Східного Сибіру, в північному Китаї та Монголії. Зимує на сході Китаю, окремих особин час від часу спостерігають в Кореї та Японії. Загальна популяція неухильно скорочується, складаючи на сьогоднішній день близько 10 000 особин.

## Опис
Розмах крил самців — 161—162 см; самиць — 151 см. Довжина тіла самців — 91,5-93 см, в середньому 92 см; довжина тіла самиць — 80 см. У самця основа верхньої щелепи роздута. Самиця розмірами менше самця, біля основи верхньої щелепи здуття немає.
Забарвлення спини і боків сірувато-буре з світлими хвилястими смугами. Черевна сторона бура, але черево біле. На лобі біла вузька смуга. Голова зверху і з боків до очей, а також вперед до білої смуги і шия зверху — рудувато-бурі. Боки шиї уздовж всього її довжини світлі, в середній її частині майже білі. Підборіддя рудувато-буре. Воло і груди буро-сірі. Дзьоб чорний. Нігтик блискуче чорний. Ноги червонувато-оранжеві. Райдужина бура або червонувато-бура.

## Спосіб життя

### Середовище проживання
Хоча гуска китайська трапляється і в гірському, і в рівнинному і в степовому ландшафтах, але по суті всюди в найрізноманітніших місцях він пов'язаний з річковими і озерними водоймами. Під час же кочівель і міграцій може бути зустрінутий навіть в голих, безплідних степах далеко від води. У горах він займає гирла річок, широкі гірські річкові долини, вузькі долини швидких гірських річок з кам'янистими берегами і рідкісною рослинністю, гірські лісові озера та болота. У степах і рівнинних місцях його можна знайти в широких річкових долинах з прибережними заростями очерету, в болотистих річкових долинах, на прирічкових і приозерних луках і, врешті, на прісноводних і солонуватих озерах, порослих очеретом і рогозою. Після виведення гусенят тримається по піщаних річкових і озерних берегах, на піщаних косах і на рівних мулистих багнистих берегах озер.

### Розмноження
Початок формування пар не простежено. Можливо, що пари у Anser cygnoides утворюються ще на зимівниках або під час міграцій, так як з перших же днів появи на місцях гніздування в ряді випадків вже зустрічається парами. Гніздо влаштовується в траві в невеликому поглибленні, що вирила самиця, і встелене сухими злаками і пухом. У високогір'ях відкладання яєць відбувається пізніше, ніж в місцевостях більш низьких .
У кладці 5-8, частіше 5-6 білих яєць, розміри яких: 77-88,2x53 мм.
Висиджує самиця. Сидить на яйцях вона міцно і особливо неохоче покидає їх до кінця насиджування; самець ж, поки вона сидить на яйцях, знаходиться поблизу гнізда. Зростання молодих проходить досить швидко. Іноді кілька виводків з'єднуються разом, і тоді можна бачити велику кількість молодих при 4-6 старих птахах. У деяких випадках при небезпеці дорослі намагаються " відводити " від своїх виводків, відлітаючи недалеко, а потім опускаються на землю і йдуть, накульгуючи або волочачи одне крило. Переслідувана на суші молодь, що залишилися без дорослих, рятується в густій траві і так майстерно ховається, що без собаки знайти їх неможливо.

### Живлення
Основою живлення є трав'яниста рослинність тих місць, де він тримається. На Амурі у десяти особин, здобутих 27 серпня їжа складалася виключно з осоки (Carex sp). Також живиться хвоєю модрин і ягодами.

## Господарське значення
Внаслідок незначної чисельності гуска китайська видобувається лише в невеликих кількостях. У Приамур'ї місцями їхні яйця підкладають під домашню птицю або ловлять пташенят і витримують їх до підйому на крило. Цей гусак був одомашнений у Китаї більше 3000 років тому і почав успішно розводитись у неволі в основному через його смачне м'ясо. Так була виведена китайська домашня гуска, що відрізняється від свого прабатька більшими розмірами, а також масивною шишкою в основі дзьоба.